# Živanice, Pardubice
Živanice là một làng thuộc huyện Pardubice, vùng Pardubický, Cộng hòa Séc.